# Mischonyx sulinus
Mischonyx sulinus is een hooiwagen uit de familie Gonyleptidae.